# Ивка (приток Абицера)
Ивка — бывший ручей в Тюменской области России. Ныне представляет собой сеть заболоченных пересыхающих озёр-стариц, имеющих сток в реку Абицер.
По данным государственного водного реестра России длина реки составляет 14 км.
Система водного объекта: Абицер → Исеть → Тобол → Иртыш → Обь → Карское море.

## Данные водного реестра
По данным государственного водного реестра России относится к Иртышскому бассейновому округу, водохозяйственный участок реки — Исеть от впадения реки Теча и до устья, без реки Миасс, речной подбассейн реки — Тобол. Речной бассейн реки — Иртыш.
Код объекта в государственном водном реестре — 14010501112111200004054.